# آلپ پنین
آلپ پنین (فرانسوی: Alpes Pennines, Alpes valaisannes‎) یک رشته‌کوه در بخش غربی رشته‌کوه آلپ است. این رشته‌کوه در کانتون وله در کشور سوئیس و واله دائوستا و پیمونت در کشور ایتالیا واقع‌شده‌است.

## نگارخانه

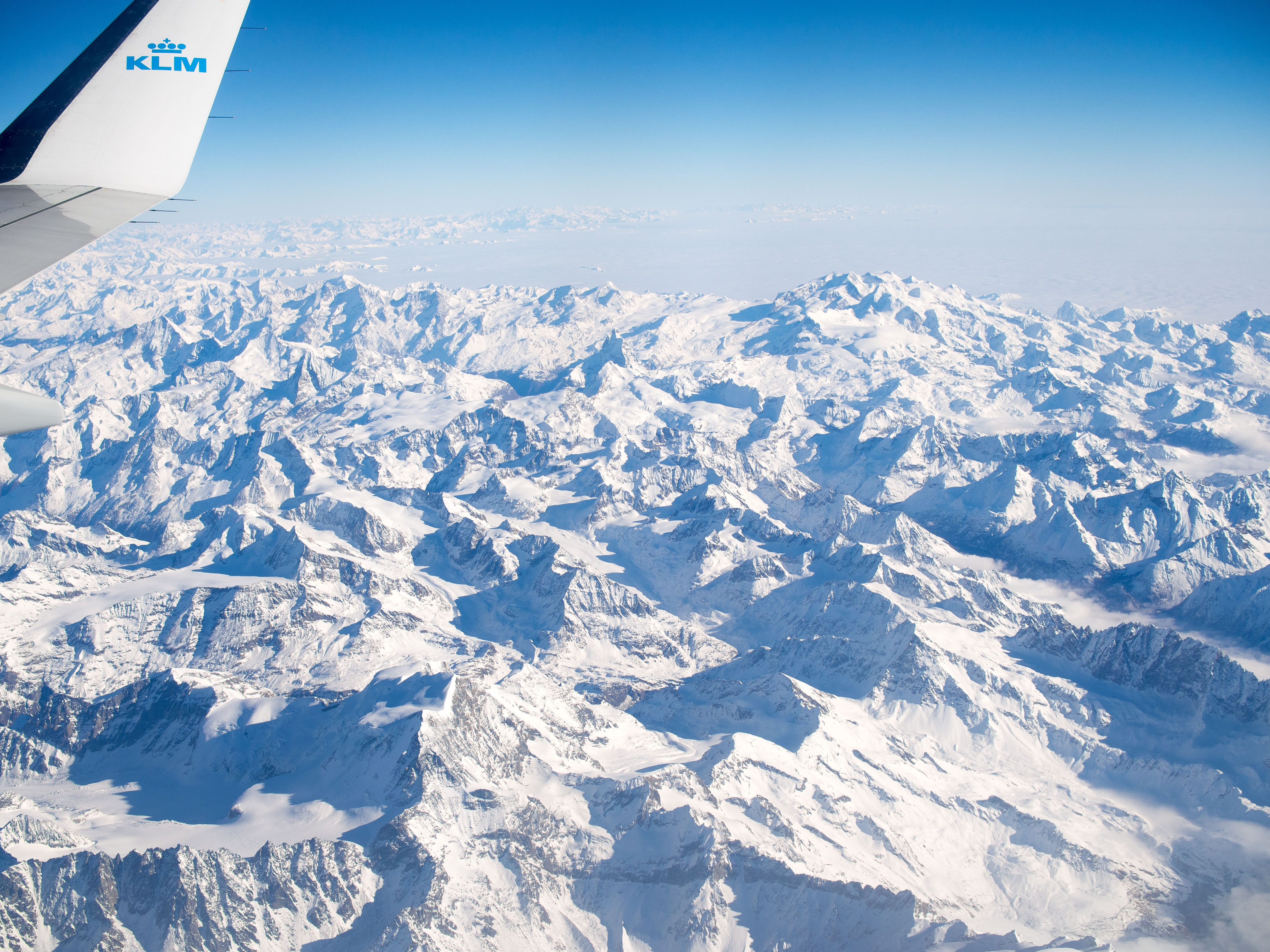
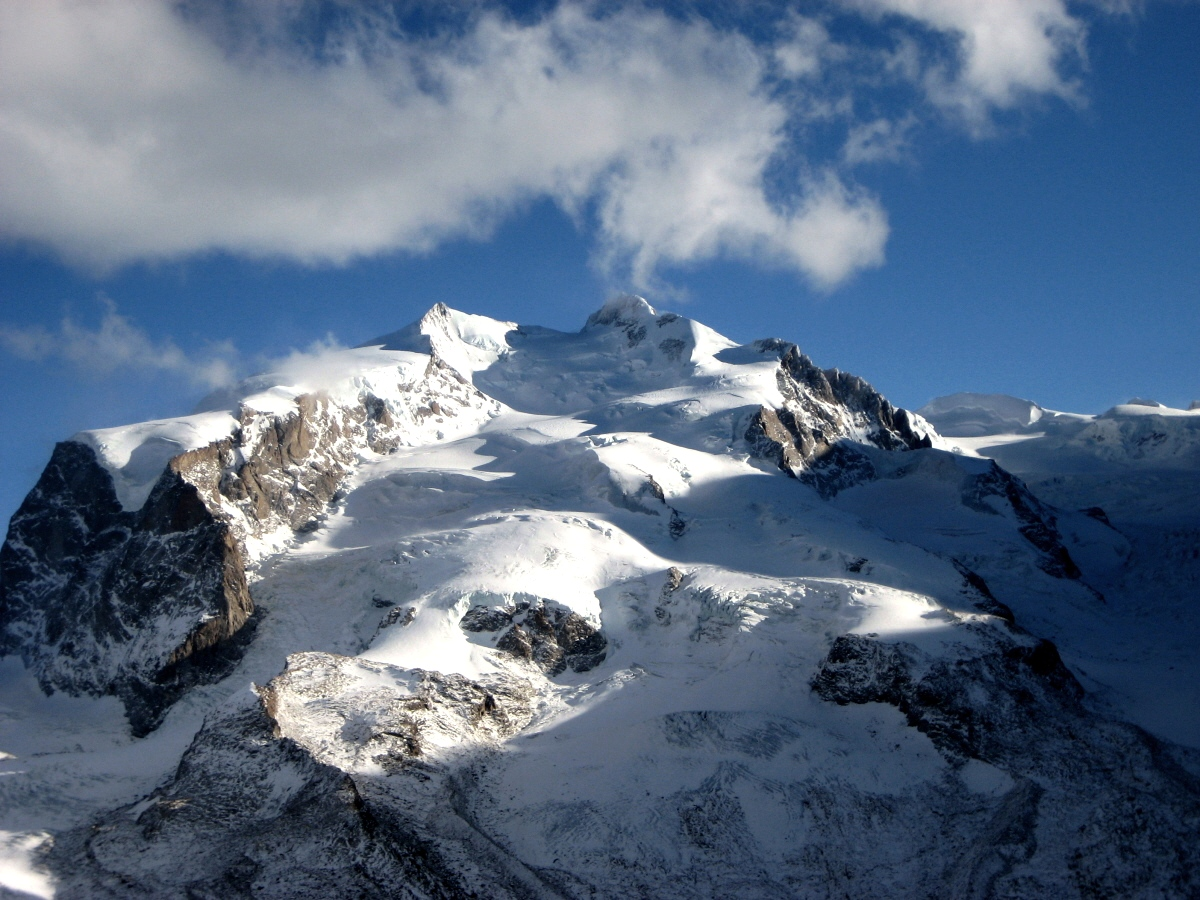
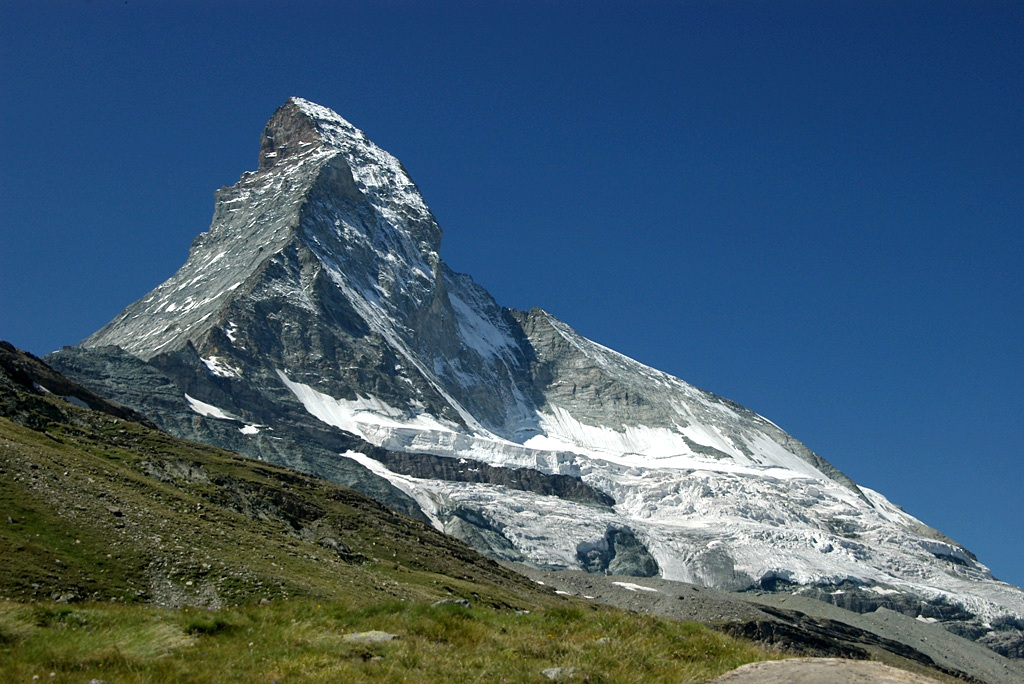